# Smithtown (Caroline du Nord)
 (août 2025).
Smithtown est une census-designated place située dans le comté de Yadkin, dans l’État de Caroline du Nord, aux États-Unis. Lors du recensement de 2020, elle comptait 224 habitants.